# Brunner & Brunner

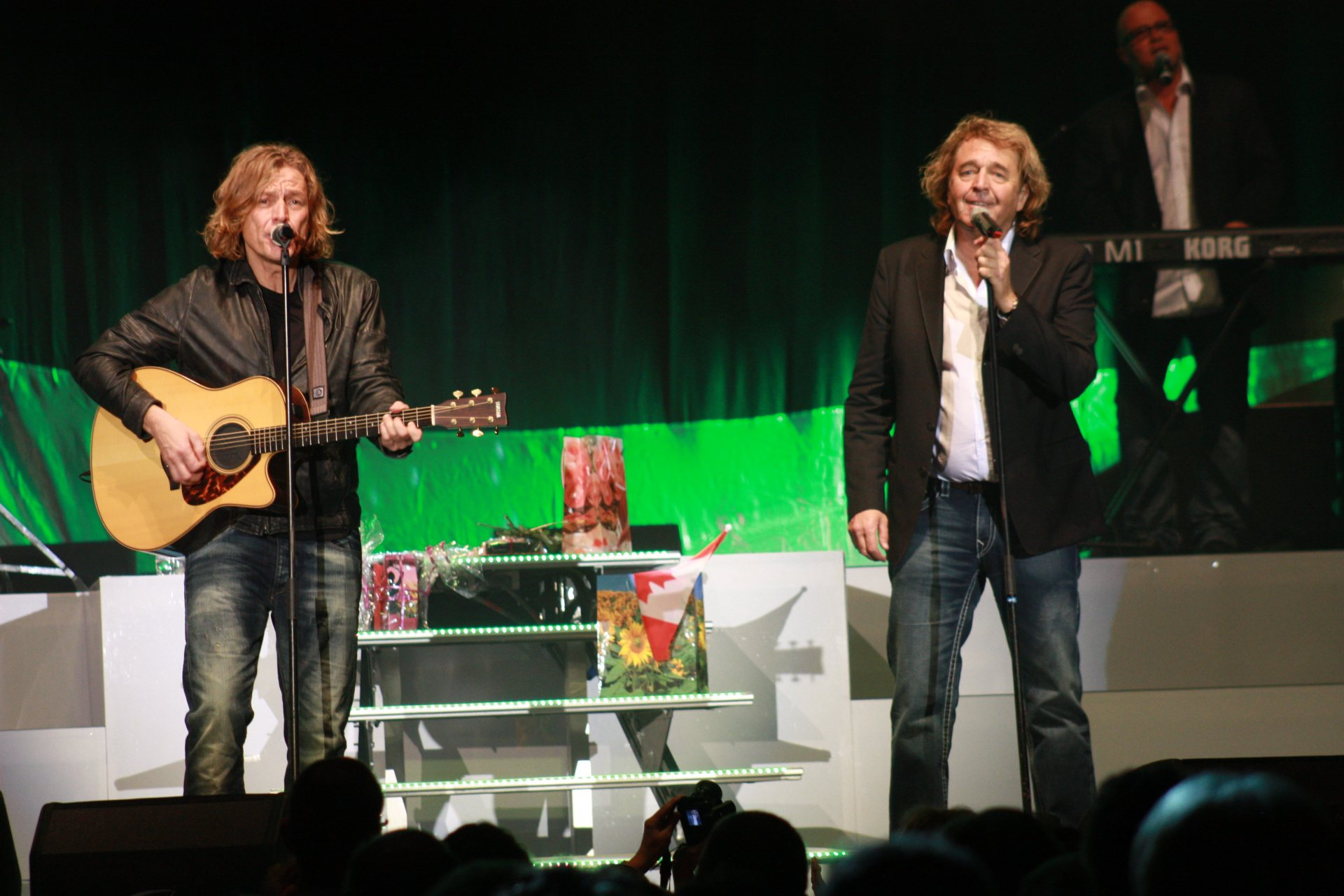
Brunner & Brunner Live 2010

Brunner & Brunner war ein Schlagerduo aus Österreich. Es bestand aus den Brüdern Karl Brunner (* 28. Februar 1955 in Graz), genannt Charly, und Johann Brunner (* 19. März 1958 in Tamsweg), genannt Jogl, und konnte sich zwischen 1992 und 2010 mit Singles und Alben regelmäßig in den deutschen und österreichischen Hitparaden platzieren.

## Leben und Werk
Karl und Johann Brunner leben in Murau in der Steiermark, wo sie auch aufgewachsen sind. Ihr Großvater war der Widerstandskämpfer Karl Brunner.
Die beiden Brüder starteten ihre musikalische Karriere als Teil der zunächst fünfköpfigen Formation Happy. Deren Debütalbum Tausend Träume erschien 1985. Von 1987 bis 1990 waren sie unter dem Namen Happy nur noch als Duo unterwegs und veröffentlichten zwei weitere Alben sowie diverse Singles.
Der für die Band zuständige A&R-Manager ihrer Plattenfirma änderte 1991 bei der Veröffentlichung der Single Weil Dein Herz Dich verrät (Komponist: Alfons Weindorf, Textdichter: Bernd Meinunger) den Bandnamen eigenmächtig in Brunner & Brunner. Zunächst wenig erfreut, bezeichnen die Musiker diese Idee heute als „Sternstunde dieses Herrn“. Mit den Alben Darum lieb' ich Dich (1993) und Im Namen der Liebe (1994) gelang Brunner & Brunner der Sprung in die Top 20 der deutschen Album-Charts.
Karl und Johann Brunner waren gemeinsam auch als Komponisten für andere Künstler erfolgreich. 1991 gewannen sie mit dem vom Alpentrio Tirol interpretierten Titel Hast a bisserl Zeit für mi den Grand Prix der Volksmusik. 1994 komponierten Brunner & Brunner für Petra Frey den österreichischen Eurovisionsbeitrag Für den Frieden der Welt.
1996 wechselten Brunner & Brunner die Plattenfirma – weg vom österreichischen Independent-Label Koch Music hin zur internationaler ausgerichteten Ariola, dazumal Teil der Bertelsmann-Tochter BMG Music Publishing. In die Werkphase bei Ariola fällt die kommerziell erfolgreichste Phase des Duos. Das 1996 veröffentlichte Album Leben landete auf Platz 1 der österreichischen Album-Charts. Das Lied Wir sind alle über 40 (2001), das bis auf Platz 78 der deutschen Single-Charts vorstieß, ist ihr bis heute wohl bekanntestes Lied.
Im März 2007 wurden Brunner & Brunner mit der Goldenen Schallplatte in Österreich für das Album Ich liebe Dich ausgezeichnet, das zugleich den Abschied vom Label Ariola bedeutete.
Nach dem Wechsel zum der Universal Music Group zugeordneten Label Electrola folgte am 13. März 2009 die Veröffentlichung des 15. und bis dato letzten Studioalbums von Brunner & Brunner, das den Namen In den Himmel und zurück trägt.
Im Musikantenstadl vom 19. September 2009 wurde der neue Songtitel Schokolade vorgestellt und die Beendigung der Karriere von Brunner & Brunner per Anfang 2010 bekanntgegeben. Im Rahmen einer ausgedehnten Abschiedstournee beendeten Karl und Johann Brunner ihre gemeinsamen musikalischen Aktivitäten.
Am 18. November 2011 veröffentlichte Charly Brunner bei Ariola als Download seine erste Solo-Single, Was immer du tust. Am 2. März 2012 folgte das Album Ich glaub’ an die Liebe. Seit 2013 bildet er gemeinsam mit Simone Stelzer ein erfolgreiches Duo. Ihr gemeinsames Album Das kleine große Leben erreichte Platz 4 der österreichischen Musik-Charts. Dafür wurden sie mit einem Amadeus Award in der Kategorie Schlager ausgezeichnet.
Am 13. März 2015 veröffentlichte Jogl Brunner sein erstes Album Lebenslust bei Electrola und startet somit seine Solo-Karriere nach vier Jahren Bühnen-Abstinenz. Die erste Single aus dem Album lautet Du bist wie ein Stern aus dem Himmel gefallen.

## Diskografie

### Studioalben
| Jahr | Titel                        | Höchstplatzierung, Gesamtwochen, AuszeichnungChartplatzierungen (Jahr, Titel, Platzierungen, Wochen, Auszeichnungen, Anmerkungen) | Höchstplatzierung, Gesamtwochen, AuszeichnungChartplatzierungen (Jahr, Titel, Platzierungen, Wochen, Auszeichnungen, Anmerkungen) | Höchstplatzierung, Gesamtwochen, AuszeichnungChartplatzierungen (Jahr, Titel, Platzierungen, Wochen, Auszeichnungen, Anmerkungen) | Anmerkungen                                      |
| Jahr | Titel                        | DE | AT | CH | Anmerkungen                                      |
| ---- | ---------------------------- | --- | --- | --- | ------------------------------------------------ |
| 1985 | Tausend Träume               | — | — | — | Erstveröffentlichung: 1985 als Happy             |
| 1987 | Frei wie der Wind            | — | — | — | Erstveröffentlichung: 31. Oktober 1987 als Happy |
| 1989 | Verbotene Träume der Nacht   | — | — | — | Erstveröffentlichung: 1989 als Happy             |
| 1991 | Sehnsucht in mir             | DE36 (9 Wo.)DE | AT14 Platin · (12 Wo.)AT | — | Erstveröffentlichung: 27. März 1991              |
| 1992 | Eis im Vulkan                | DE37 Gold · (27 Wo.)DE | AT11 ×2Doppelplatin · (15 Wo.)AT                                                                                                  | — | Erstveröffentlichung: 8. September 1992          |
| 1993 | Darum lieb’ ich Dich         | DE19 Gold · (16 Wo.)DE | AT4 ×3Dreifachplatin · (28 Wo.)AT                                                                                                 | CH— GoldCH | Erstveröffentlichung: 21. September 1993         |
| 1994 | Weil Dein Herz Dich verrät   | — | AT— GoldAT | — | Erstveröffentlichung: 8. April 1994              |
| 1994 | Im Namen der Liebe           | DE11 (17 Wo.)DE | AT4 ×2Doppelplatin · (19 Wo.)AT                                                                                                   | CH— GoldCH | Erstveröffentlichung: 29. September 1994         |
| 1996 | Leben                        | DE24 (13 Wo.)DE | AT1 Platin · (24 Wo.)AT | — | Erstveröffentlichung: 22. April 1996             |
| 1997 | Ich schenke Dir Liebe        | DE25 (9 Wo.)DE | AT4 Platin · (16 Wo.)AT | CH39 (3 Wo.)CH | Erstveröffentlichung: 1. September 1997          |
| 1998 | Wegen Dir...                 | DE28 (8 Wo.)DE | AT8 Gold · (12 Wo.)AT | CH25 (5 Wo.)CH | Erstveröffentlichung: 7. September 1998          |
| 1999 | Sonnenlicht                  | DE32 (6 Wo.)DE | AT10 Gold · (10 Wo.)AT | — | Erstveröffentlichung: 27. September 1999         |
| 2001 | Mitten im Meer               | DE35 Gold · (16 Wo.)DE | AT10 Gold · (18 Wo.)AT | — | Erstveröffentlichung: 28. Mai 2001               |
| 2003 | Männer, Frauen, Leidenschaft | DE28 (4 Wo.)DE | AT8 Gold · (10 Wo.)AT | — | Erstveröffentlichung: 15. September 2003         |
| 2006 | Ich Liebe Dich               | DE20 (8 Wo.)DE | AT5 Gold · (10 Wo.)AT | — | Erstveröffentlichung: 15. April 2006             |
| 2009 | In den Himmel und zurück     | DE13 (5 Wo.)DE | AT4 (11 Wo.)AT | CH77 (1 Wo.)CH | Erstveröffentlichung: 13. März 2009              |

### Livealben
| Jahr | Titel                                                         | Höchstplatzierung, Gesamtwochen, AuszeichnungChartplatzierungen (Jahr, Titel, Platzierungen, Wochen, Auszeichnungen, Anmerkungen) | Höchstplatzierung, Gesamtwochen, AuszeichnungChartplatzierungen (Jahr, Titel, Platzierungen, Wochen, Auszeichnungen, Anmerkungen) | Anmerkungen                              |
| Jahr | Titel                                                         | DE | AT | Anmerkungen                              |
| ---- | ------------------------------------------------------------- | --- | --- | ---------------------------------------- |
| 1998 | Live – Das Konzert                                            | — | AT27 (8 Wo.)AT | Erstveröffentlichung: 28. April 1998     |
| 2002 | Die Goldtour – Live                                           | DE66 (4 Wo.)DE | AT33 (5 Wo.)AT | Erstveröffentlichung: 16. September 2002 |
| 2007 | Wir sind ein Feuerwerk – Ein Abend mit Brunner & Brunner 2007 | DE94 (1 Wo.)DE | — | Erstveröffentlichung: 1. Juni 2007       |
| 2010 | Live – Die große Abschiedstournee                             | DE43 (8 Wo.)DE | AT9 Gold · (10 Wo.)AT | Erstveröffentlichung: 19. März 2010      |

### Kompilationen
| Jahr | Titel                                                                      | Höchstplatzierung, Gesamtwochen, AuszeichnungChartplatzierungen (Jahr, Titel, Platzierungen, Wochen, Auszeichnungen, Anmerkungen) | Höchstplatzierung, Gesamtwochen, AuszeichnungChartplatzierungen (Jahr, Titel, Platzierungen, Wochen, Auszeichnungen, Anmerkungen) | Höchstplatzierung, Gesamtwochen, AuszeichnungChartplatzierungen (Jahr, Titel, Platzierungen, Wochen, Auszeichnungen, Anmerkungen) | Anmerkungen                              |
| Jahr | Titel                                                                      | DE | AT | CH | Anmerkungen                              |
| ---- | -------------------------------------------------------------------------- | --- | --- | --- | ---------------------------------------- |
| 1995 | Bis in alle Ewigkeit                                                       | DE31 (15 Wo.)DE | AT9 Platin · (19 Wo.)AT | — | Erstveröffentlichung: 19. September 1995 |
| 1996 | Gold                                                                       | — | AT13 (16 Wo.)AT | — | Erstveröffentlichung: 29. Februar 1996   |
| 2000 | Ti amo – Das Beste von 1996-2000                                           | DE37 Gold · (4 Wo.)DE | AT22 (7 Wo.)AT | — | Erstveröffentlichung: 25. September 2000 |
| 2005 | Unsere grosse Zeit                                                         | — | AT63 (2 Wo.)AT | — | Erstveröffentlichung: 29. August 2005    |
| 2009 | Niemand liebt dich mehr als ich – die 20 schönsten Balladen & Liebeslieder | — | AT27 Gold · (9 Wo.)AT | — | Erstveröffentlichung: 18. September 2009 |
| 2010 | Best of the Best – Das letzte Album                                        | DE23 (6 Wo.)DE | AT8 Gold · (16 Wo.)AT | CH95 (1 Wo.)CH | Erstveröffentlichung: 15. Oktober 2010   |

Weitere Kompilationen
- 1996: Wenn du einsam bist
- 2014: Schenk mir diese eine Nacht (3 CDs)

### Singles
| Jahr | Titel Album                                            | Höchstplatzierung, Gesamtwochen, AuszeichnungChartsChartplatzierungen (Jahr, Titel, Album, Platzierungen, Wochen, Auszeichnungen, Anmerkungen) | Anmerkungen                              |
| Jahr | Titel Album                                            | DE | Anmerkungen                              |
| ---- | ------------------------------------------------------ | --- | ---------------------------------------- |
| 1992 | Sehnsucht in mir                                       | DE92 (1 Wo.)DE | Erstveröffentlichung: 1992               |
| 1993 | Bis in alle Ewigkeit Eis im Vulkan                     | DE74 (7 Wo.)DE | Erstveröffentlichung: 1993               |
| 1994 | Shananana Darum lieb’ ich Dich                         | DE92 (2 Wo.)DE | Erstveröffentlichung: 1994               |
| 1994 | Immer wieder, immer mehr Im Namen der Liebe            | DE82 (4 Wo.)DE | Erstveröffentlichung: 1994               |
| 1996 | Du bist Leben für mich Leben                           | DE85 (5 Wo.)DE | Erstveröffentlichung: 25. März 1996      |
| 1996 | Liebe lacht, Liebe weint Leben                         | DE94 (2 Wo.)DE | Erstveröffentlichung: 30. September 1996 |
| 1997 | Weil wir uns lieben Ich schenke Dir Liebe              | DE95 (1 Wo.)DE | Erstveröffentlichung: 28. Juli 1997      |
| 1999 | Irgendwo und irgendwann Sonnenlicht                    | DE97 (1 Wo.)DE | Erstveröffentlichung: 20. September 1999 |
| 2001 | Wir sind alle über 40 Mitten im Meer                   | DE78 (9 Wo.)DE | Erstveröffentlichung: 9. Juli 2001       |
| 2003 | Auch Männer sind Menschen Männer, Frauen, Leidenschaft | DE87 (2 Wo.)DE | Erstveröffentlichung: 4. August 2003     |
| 2006 | Ich liebe Dich                                         | DE79 (3 Wo.)DE | Erstveröffentlichung: 10. Februar 2006   |
| 2007 | Wir sind ein Feuerwerk Ich liebe Dich                  | DE88 (1 Wo.)DE | Erstveröffentlichung: 15. Juni 2007      |
| 2009 | Beiss Dich durch! In den Himmel und zurück             | DE75 (2 Wo.)DE | Erstveröffentlichung: 13. Februar 2009   |

Weitere Singles
- 1985: Santa Lucia
- 1985: Am Strand von San Fernand
- 1986: Mia bella Maria
- 1987: Heut’ nacht war die Nacht
- 1987: Holiday in San José
- 1988: So oder so
- 1989: Verbotene Träume der Nacht
- 1989: Du bist der Tag in meiner Nacht
- 1990: Baby Blue
- 1991: Weil Dein Herz Dich verrät
- 1991: Wenn Du einsam bist
- 1992: Du bist alles auf dieser Welt
- 1992: Eis im Vulkan
- 1993: Wer die Augen schließt (wird nie die Wahrheit seh’n) (als Teil von Mut zur Menschlichkeit)
- 1993: Schenk mir diese eine Nacht
- 1994: Darum lieb’ ich Dich
- 1995: Im Namen der Liebe
- 1995: Sag doch...
- 1995: Bis in alle Ewigkeit (Remix ’95)
- 1996: Du und ich
- 1996: Wie der Wind wehst Du mir ins Gesicht
- 1997: In Dir nur Liebe spür’n
- 1998: Es haut mich um, wenn Du lachst
- 1998: Wenn Du mich in die Arme nimmst
- 1999: Weil ich Dich immer noch lieb
- 1999: Tu mir nicht weh
- 1999: Sterne in Deinen Augen
- 2000: Ti amo
- 2004: Julie
- 2004: Prosecco für alle
- 2006: Es war die Nacht der 1000 Träume
- 2006: Du bist die Frau, die ich will
- 2009: Alle wollen immer nur das Eine
- 2009: Niemand liebt dich mehr als ich
- 2009: Schokolade
- 2010: Ich werde niemals aufhör’n dich zu lieben

### Videoalben
- 2003: Die Goldtour – Live 2002 (VHS und DVD)
- 2004: Männer, Frauen, Leidenschaft (DVD)
- 2007: Wir sind ein Feuerwerk (DVD)
- 2010: Live – Die große Abschiedstour (DVD)

## Auszeichnungen
- Echo 2003 Gruppe Volkstümliche Musik
- Amadeus-Austrian-Music-Award-Auszeichnung 2000 Gruppe volkstümlicher Schlager
- Amadeus-Austrian-Music-Award-Nominierungen 2002 & 2004 Schlageralbum des Jahres
- Goldene Stimmgabel 1993, 1994, 1995, 1996, 1998, 1999, 2000, 2001, 2002, 2004